# Mount Harwood
Mount Harwood ist ein 1040 m hoher Berg an der Pennell-Küste des ostantarktischen Viktorialands. Er überragt nördlich der Anare Mountains die Gregory Bluffs am Ostufer des Nielsen-Fjords.
Teilnehmer der Australian National Antarctic Research Expeditions benannten ihn nach Thomas R. Harwood, stellvertretender Leiter der 1962 mit dem Schiff Thala Dan durchgeführten Kampagne dieser Expeditionsreihe, in deren Zielgebiet dieser Berg liegt.